# Episodi di Rizzoli & Isles (quinta stagione)
La quinta stagione della serie televisiva Rizzoli & Isles, composta da 18 episodi, è stata trasmessa in prima visione assoluta negli Stati Uniti d'America dal canale via cavo TNT dal 17 giugno 2014 al 17 marzo 2015.
In Italia la stagione è stata trasmessa in prima visione da Premium Crime, canale a pagamento della piattaforma Mediaset Premium, dal 29 dicembre 2014 al 23 giugno 2015.
| nº | Titolo originale            | Titolo italiano            | Prima TV USA     | Prima TV Italia  |
| -- | --------------------------- | -------------------------- | ---------------- | ---------------- |
| 1  | A New Day                   | Un nuovo giorno            | 17 giugno 2014   | 29 dicembre 2014 |
| 2  | ...Goodbye                  | Addio                      | 24 giugno 2014   | 5 gennaio 2015   |
| 3  | Too Good to Be True         | AAA vittima cercasi        | 1º luglio 2014   | 12 gennaio 2015  |
| 4  | Doomsday                    | Il giorno del giudizio     | 8 luglio 2014    | 19 gennaio 2015  |
| 5  | The Best Laid Plans         | La morte non basta         | 15 luglio 2014   | 26 gennaio 2015  |
| 6  | Knockout                    | Bella da morire            | 22 luglio 2014   | 2 febbraio 2015  |
| 7  | Boston Keltic               | Il mistero del libraio     | 29 luglio 2014   | 9 febbraio 2015  |
| 8  | Lost & Found                | Una testimone da eliminare | 5 agosto 2014    | 16 febbraio 2015 |
| 9  | It Takes a Village          | La mummia in cantina       | 12 agosto 2014   | 23 febbraio 2015 |
| 10 | Phoenix Rising              | Ceneri di un delitto       | 19 agosto 2014   | 2 marzo 2015     |
| 11 | If You Can't Stand the Heat | Il cadavere nel ghiaccio   | 26 agosto 2014   | 9 marzo 2015     |
| 12 | Burden of Proof             | L'onere della prova        | 2 settembre 2014 | 16 marzo 2015    |
| 13 | Bridge to Tomorrow          | Un ponte verso il domani   | 17 febbraio 2015 | 23 marzo 2015    |
| 14 | Foot Loose                  | Un piede sulla spiaggia    | 24 febbraio 2015 | 30 marzo 2015    |
| 15 | Gumshoe                     | La zona grigia             | 3 marzo 2015     | 16 giugno 2015   |
| 16 | In Plain View               | Trauma infantile           | 10 marzo 2015    | 16 giugno 2015   |
| 17 | Bite Out Of Crime           | Il ragazzo lupo            | 17 marzo 2015    | 23 giugno 2015   |
| 18 | Family Matters              | Il supereroe               | 17 marzo 2015    | 23 giugno 2015   |

## Un nuovo giorno
- Titolo originale: A New Day
- Diretto da: Michael Katleman
- Scritto da: Michael Sardo

### Trama
Jane è incinta di Casey, mentre affronta l'imprevista gravidanza le capita un caso che coinvolge il suo istinto materno: una donna, Susan Murphy, viene uccisa in un parco, dove faceva jogging con suo figlio Brian. Il bambino è scomparso, rapito dall'omicida. La donna è divorziata da Raymond, padre del bambino, il quale oggi ha una nuova compagna, Caitlin. I sospetti si appuntano su quest'ultima, quando Maura determina che l'assassina è sicuramente una donna. Quindi non solo si devono trovare prove per incastrare Caitlin, ma bisogna scoprire dove ha abbandonato il bambino. Jane avendo entrambi in custodia riesce a farsi dire da Raymond dov'è il bambino, che una volta trovato viene affidato alla sorella della vittima e a suo marito. Concluso il caso sono tutti felici ma una telefonata getterà la squadra nello sconforto: Frost ha avuto un incidente e ha perso la vita.

## Addio
- Titolo originale: ...Goodbye
- Diretto da: Steve Robin
- Scritto da: Jan Nash

### Trama
Una donna cammina nella stazione di polizia ricoperta di sangue, tenendo una pistola, dicendo che ha ucciso qualcuno. Il trauma di quello che ha fatto l'ha costretta a dimenticare chi è o chi sia la vittima. La squadra cerca di svelare questo caso bizzarro, mentre cerca di superare la perdita dell'amico e collega Barry Frost.

## AAA vittima cercasi
- Titolo originale: Too Good to Be True
- Diretto da:
- Scritto da:

### Trama
In un bosco viene ritrovato un cadavere e poco più in là dei bossoli e un fucile. Il fucile risulta appartenere a un uomo che però è scomparso da un anno. Intanto viene trovato un corpo in avanzato stato di decomposizione e Maura stabilisce che si tratta del proprietario del fucile. Durante l'inseguimento del sospettato, qualcosa in Jane cambia. Questo le farà capire che non può affrontare la gravidanza da sola, allora si fa coinvolgere da Maura che inizia a prendersi cura di lei.

## Il giorno del giudizio
- Titolo originale: Doomsday
- Diretto da: Kevin Dowling
- Scritto da: Katie Wech

### Trama
Un uomo, survivalista, viene trovato morto nella sua camera bunker. La squadra è chiamata a indagare e Maura scopre che si tratta di un omicidio. Indagando sulla vittima Korsak scopre che l'uomo comprava oro e in una valigetta ne aveva tanto pari a 400.000 dollari. Jane capisce che è stato ucciso a causa dell'oro visto che sulla scena del crimine la valigetta non è stata trovata. Quando anche il costruttore del bunker muore in un'esplosione Jane capisce che l'uomo voleva derubare la vittima e che aveva un complice che l'aiutava.

## La morte non basta
- Titolo originale: The Best Laid Plans
- Diretto da: Christine Moore
- Scritto da: Alicia Kirk

### Trama
Una donna malata di cancro muore in casa sua, nel suo letto. Maura viene chiamata per certificarne la morte ma scopre che si tratta di una morte sospetta. Jane, che è con lei, avvia subito le indagini. I sospetti ricadono subito sui figli: uno tossicodipendente e l'altro pieno di debiti. Intanto Maura tiene delle lezioni di medicina legale all'università e fa la conoscenza di un professore che le piace molto.

## Bella da morire
- Titolo originale: Knockout
- Diretto da: Paul Holanan
- Scritto da: Russell J. Grant e Michael Sardo

### Trama
Mentre Maura è fuori città per un convegno Jane, con l'aiuto di Korsak e di Frankie, indaga sulla morte di una ragazza. La donna è stata pugnalata in casa mentre si stava allenando e il colpevole non ha lasciato nessuna traccia. Il marito della donna è un noto dentista che a quell'ora stava operando una paziente. L'uomo ha rivelato che sua moglie frequentava una palestra e aveva perso 45 kg. Per questo motivo riceveva tante avances da molti uomini e lui era un po' preoccupato di questo perché sua moglie non aveva mai ricevuto avances e quindi, secondo lui, non era in grado di gestirle. Con l'aiuto di Susie, l'assistente di Maura, la squadra riuscirà a trovare il colpevole.

## Il mistero del libraio
- Titolo originale: Boston Keltic
- Diretto da: Kate Woods
- Scritto da: Blair Singer

### Trama
Un collezionista di libri rari viene torturato e a causa delle torture muore. Durante le indagini, la squadra scopre un libro antico nascosto nel muro e Maura capisce che è la chiave per risolvere il caso. Intanto Angela lascia Cavanaugh, non perché non le piaccia ma perché sente di dover rivoluzionare la sua vita e Maura va a trovare Paddy in prigione.

## Una testimone da eliminare
- Titolo originale: Lost & Found
- Diretto da: Randall Zisk
- Scritto da: Michael Sardo e Jan Nash

### Trama
Una donna viene uccisa mentre sta fumando una sigaretta nel vicolo sul retro di una discoteca. Korsak scopre che la vittima è sposata e così si reca con Jane a casa per comunicare la notizia al marito, ma purtroppo trovano il suo cadavere. Intanto al distretto arriva Nina, una tecnica forense che visionando i filmati delle telecamere scopre che potrebbe esserci un testimone oculare dell'omicidio. Si scopre che il testimone è una ragazzina di 14 anni, Tasha, che vive in un edificio abbandonato. La squadra farà di tutto per salvarla e Jane metterà a rischio la sua vita e quella del bambino. Intanto Maura continua a frequentare Jake, il professore conosciuto all'università.

## La mummia in cantina
- Titolo originale: It Takes a Village
- Diretto da: Michael Katleman
- Scritto da: Ken Hanes e Jan Nash

### Trama
Jane è in ospedale: dopo l'aggressione subita ha perso il bambino. Intanto la squadra sta indagando sul ritrovamento di un cadavere mummificato in una cantina. Maura stabilisce che la morte è avvenuta quattro anni prima e nessuno si è accorto della sua scomparsa perché sua madre è morta di cancro e aveva la domiciliazione di tutti i pagamenti. Con l'impegno di tutti e grazie a qualche intuizione riusciranno a trovare il colpevole.

## Ceneri di un delitto
- Titolo originale: Phoenix Rising
- Diretto da: Mark Haber
- Scritto da: Russell J. Grant e Alicia Kirk

### Trama
Una vecchia conoscenza di Korsak, è in carcere da 15 anni con l'accusa di aver appiccato il fuoco alla sua abitazione uccidendo moglie e figlia. Il figlio si è salvato saltando giù dalla finestra mentre lui, ubriaco, si è risvegliato in mezzo al prato. Dopo 15 anni, il figlio non vuole più saperne di lui e così, sapendo di avere 6 mesi di vita, l'uomo chiama Korsak per chiedergli di riaprire il caso così da potersi riscattare agli occhi del figlio. Grazie alle scoperte di Maura e alle intuizioni di Jane riusciranno a dimostrare la sua innocenza.

## Il cadavere nel ghiaccio
- Titolo originale: If You Can't Stand the Heat
- Diretto da: Stephen Clancy
- Scritto da: Diana Mendez e Sam Lembeck

### Trama
Durante una forte ondata di caldo che invade Boston, un uomo viene trovato morto nella vasca da bagno di casa sua. Maura capisce che l'uomo è morto congelato, probabilmente era ubriaco e per sconfiggere in caldo ha messo del ghiaccio nella vasca. Ma durante le indagini Jane e Korsak scoprono che l'omicidio potrebbe essere collegato a un vecchio caso.

## L'onere della prova
- Titolo originale: Burden of Proof
- Diretto da: Norman Buckley
- Scritto da: Katie Wech

### Trama
Una ragazza viene strangolata in casa sua e la scena del crimine appare pulita e ordinata. Maura scopre che il modo in cui è stata assassinata ricorda un altro caso il cui processo è ora in corso. Subito le indagini si concentrano sulle abitudini e sulle persone frequentate dalla ragazza e Jane scopre che aveva una relazione proprio con il procuratore che ha istruito l'altro caso. Tutti i sospetti portano a lui e Jane lo arresta. Il procuratore continua a dire di essere innocente e che qualcuno sta cercando di incastrarlo. Jane dapprima non gli crede, poi si convince che ha ragione e corre a dirglielo ma lui ha già deciso di suicidarsi e Jane deve sbrigarsi per cercare di salvarlo. Intanto Maura fa la conoscenza della figlia di Jake.

## Un ponte verso il domani
- Titolo originale: Bridge to Tomorrow
- Diretto da: Edward Ornelas
- Scritto da: Ken Hanes

### Trama
Tutti sono in ansia per Jane che si è tuffata in acqua per salvare il procuratore. Mentre i sommozzatori sono al lavoro, i due vengono ritrovati sani e salvi e le indagini continuano per cercare di scagionare il procuratore. Intanto Korsak compra il Dirty Robber, il bar che loro frequentano.

## Un piede sulla spiaggia
- Titolo originale: Foot Loose
- Diretto da: Christine Moore
- Scritto da: Michael Sardo

### Trama
Sulla spiaggia viene trovato un piede in una scarpa. Poco dopo viene trovato il pezzo del tronco. Appena Maura fa l'incisione si accorge che dall'interno si sprigiona un odore di mandorle che fa pensare al cianuro. Dalle analisi viene fuori che piede e tronco non appartengono alla stessa persona. Grazie alla barra di titanio che Maura trova nella colonna vertebrale, Jane riesce a sapere a chi apparteneva il tronco e a risalire al colpevole degli omicidi. Intanto Korsak assume Angela come barista al Dirty Robber.

## La zona grigia
- Titolo originale: Gumshoe
- Diretto da: Gregory Prange
- Scritto da: Ron McGee

### Trama
Dylan, uno stilista, muore volando giù da un soppalco dopo un litigio con un intruso che rubava documenti dal suo studio, e sua moglie è scomparsa. Maura scopre che l'uomo è stato avvelenato e la squadra cerca di capire il motivo. Inoltre sono costretti a lavorare con un investigatore privato assunto dalla moglie di Dylan perché pensava che il marito la tradisse. Intanto Jane nota che Angela sta spendendo più di quanto guadagna e chiede a Maura di insegnarle come gestire le sue finanze.

## Trauma infantile
- Titolo originale: In Plain View
- Diretto da: Mark Haber
- Scritto da: Russell J. Grant

### Trama
Un uomo mentre rientra a casa dal lavoro è costretto a fermarsi in una strada buia per un guasto alla macchina. Si ferma un uomo che, invece di aiutarlo, lo uccide a sprangate. La squadra si mette subito al lavoro e grazie all'aiuto del figlio della vittima riusciranno a trovare il colpevole. Intanto Maura subisce un furto di identità.

## Il ragazzo lupo
- Titolo originale: Bite Out Of Crime
- Diretto da: Steve Robin
- Scritto da: Alicia Kirk e Katie Wech

### Trama
Un uomo viene colpito al petto da un proiettile mentre sta litigando per un parcheggio. La squadra si mette subito al lavoro e scopre che l'assassino è un cecchino che si è appostato su un albero nel parco vicino al luogo del delitto. Mentre stanno cercando di capirne di più un altro uomo viene colpito con lo stesso Modus operandi, ma è solo ferito. Viene fermato un ragazzo con evidenti disturbi mentali e Maura fa subito amicizia così capisce che il ragazzo crede di essere un lupo. Intanto Maura lascia Jack.

## Il supereroe
- Titolo originale: Family Matters
- Diretto da: Michael Katleman
- Scritto da: Jan Nash

### Trama
Un uomo cade per terra e muore mentre sta facendo un gioco erotico con sua moglie. Sembra sia scivolato e abbia battuto la testa, ma Maura riesce a dimostrare che si tratta di omicidio. Inoltre durante le indagini viene fuori che l'uomo ha una doppia vita. Intanto il dipartimento istituisce una borsa di studio in memoria di Frost e la prima a usufruirne è Tasha.